# Erika Flores
Erika Flores (Grass Valley, 2 novembre 1979) è un'attrice statunitense.

## Biografia
Negli anni Novanta ha recitato in un gran numero di film e di serie televisive, tra cui La signora del West, dove interpreta la figlia adottata della protagonista (interpretata da Jane Seymour) e affianca altri giovani attori (come Chad Allen e Shawn Toovey). Grazie a questa fiction, ottenne una certa notorietà e una nomination al Young Artist Awards.

## Filmografia

### Televisione
- Mancuso, FBI - serie TV, 1 episodio (1989)
- Caro John (Dear John) - serie TV, 1 episodio (1990)
- Il destino nella culla (Switched at Birth), regia di Waris Hussein - film TV (1991)
- The Owl - Giustizia finale (The Owl), regia di Alan Smithee - film TV (1991)
- Star Trek: The Next Generation - serie TV, episodio 5x05 (1991)
- Il cane di papà (Empty Nest) - serie TV, episodio 4x10 (1991)
- Una bionda per papà (Step by Step) - serie TV, episodio 1x16 (1992)
- Ragionevoli dubbi (Reasonable Doubts) - serie TV, episodio 1x19 (1992)
- Indagini pericolose (Bodies of Evidence) - serie TV, episodio 1x03 (1992)
- La signora del West (Dr. Quinn Medicine Woman) - serie TV, 59 episodi (1993-1995)
- La casa di Mary (Buried Secrets), regia di Michael Toshiyuki Uno - film TV (1996)
- Love Boat - The Next Wave (The Love Boat: The Next Wave) - serie TV, episodio 2x13 (1999)
- CSI: Miami – serie TV, episodio 1x11 (2002)
- Dr. House - Medical Division (House, M.D.) - serie TV, episodio 5x13 (2009)